# Iván Moro
Iván Moro Fernández (né le 25 décembre 1974 à Madrid) est un joueur de water-polo espagnol.
Il remporte la médaille d'or lors des Jeux olympiques de 1996 à Atlanta.